# سیارک ۲۱۴۷۸
سیارک ۲۱۴۷۸ (به انگلیسی: 21478 Maggiedelano، نامگذاری:1998HW118) بیست و یک هزار و چهارصد و هفتاد و هشتمین سیارک کشف شده‌است که در ۲۳ آوریل ۱۹۹۸ کشف شد.
قدر مطلق سیارک برابر ۱۴.۱ است.